# Luis Ángel Maté
Luis Ángel Maté Mardones (* 23. März 1984 in Madrid) ist ein ehemaliger spanischer Radrennfahrer.

## Sportliche Karriere
Luis Ángel Maté gewann 2005 eine Etappe beim Circuito Montañés, diesen Erfolg konnte er in der Saison 2007 wiederholen. 2007 war er zudem auf einem Teilstück bei der Vuelta a Tenerife erfolgreich.
Seine internationale Karriere begann er 2008, zunächst beim spanischen Professional Continental Team Andalucía-Cajasur, ehe er in den Jahren 2009 und 2010 seine ersten großen Rennen für venezolanische Mannschaft Androni Giocattoli-Serramenti PVC Diquigiovanni. Bei der Tour de San Luis gewann er im Jahr 2010 erstmals ein Rennen außerhalb von Spanien.
Im Jahr 2011 wechselte der Luis Ángel Maté im Alter von 26 Jahren zum Cofidis Team und gewann im selben Jahr eine Etappe der Route du Sud. Wenige Monate darauf gab er bei der Vuelta a España 2011 sein Grand-Tour-Debüt. In seiner zweiten Saison für die französische Mannschaft sicherte er sich die Bergwertung der Andalusien-Rundfahrt und bestritt die Tour de France 2012, die er auf dem 130. Gesamtrang beendete. In seiner Zeit bei der Cofidis-Mannschaft absolvierte Luis Ángel Maté sechs Mal die Tour de France und acht Mal die Vuelta a España, wobei er keine Etappe gewinnen konnte. Seine bis dahin beste Platzierung war der 19. Gesamtrang bei der Vuelta a España 2014.
Nach zehn Jahren wechselte Luis Ángel Maté zum baskischen UCI ProTeam Euskaltel-Euskadi. Im Jahr 2021 sicherte er sich erneut die Bergwertung der Andalusien-Rundfahrt, ehe er in den Jahren 2023 und 2024 jeweils eine Etappe der Portugal-Rundfahrt gewinnen konnte. 2024 sicherte er sich zudem die Bergwertung des Etappenrennens. Im August des Jahres 2024 bestritt er seine zwölfte und letzte Vuelta a España, ehe er seine Karriere im Alter von 40 Jahren beendete. 

## Erfolge
2005
- eine Etappe Circuito Montañés

2007
- eine Etappe Circuito Montañés

2010
- eine Etappe Tour de San Luis

2011
- eine Etappe Route du Sud

2012
- Bergwertung Andalusien-Rundfahrt

2021
- Bergwertung Andalusien-Rundfahrt

2023
- eine Etappe Portugal-Rundfahrt

2024
- eine Etappe und Bergwertung Portugal-Rundfahrt

## Grand Tour Gesamtwertung
| Grand Tour            | 2011 | 2012 | 2013 | 2014 | 2015 | 2016 | 2017 | 2018 | 2019 | 2020 | 2021 | 2022 | 2023 | 2024 |
| --------------------- | ---- | ---- | ---- | ---- | ---- | ---- | ---- | ---- | ---- | ---- | ---- | ---- | ---- | ---- |
| Giro d’ItaliaGiro     | –    | –    | –    | –    | –    | –    | –    | –    | –    |      | –    | –    | –    | –    |
| Tour de FranceTour    | –    | 130  | 88   | 31   | 43   | 55   | 56   | –    | –    | –    | –    | –    | –    | –    |
| Vuelta a EspañaVuelta | 62   | 47   | 42   | 19   | –    | 22   | 24   | 106  | 102  | 23   | 30   | 62   | –    | 65   |